# Dolno Palcsiste
Dolno Palcsiste (macedónul: Долно Палчиште, albánul Pallçishti i Poshtëm) település Észak-Macedóniában, a Pologi körzet Bogovinyei járásában.

## Népesség
| Lakosok száma | 1300 | 1403 | 1471 | 1889 | 2414 | 21   | 2621 | 3345 | 2563 |
|               | 1948 | 1953 | 1961 | 1971 | 1981 | 1991 | 1994 | 2002 | 2021 |

2002-ben 3 345 lakosa volt, akik közül 3 302 albán, 24 macedón, 19 egyéb.